# 變形金剛Ｖ
變形金剛Ｖ（英文直譯:Fight! Super Robot Lifeform Transformer: Victory）是由日本東映公司在1989年所製作的變形金剛之動畫作品，為變形金剛：超神 Master Force之續集，共44集。
本作具有「回歸原點」的特色，各集大多都是以能源搶奪為主題的單元劇。此外，主要成員幾乎都是合體戰士。主角星劍（Star Saber）是一名可以與支援載具合體的角色，主要武器為劍；第二主角旋風霹靂(Road Caesar)則是三人合體的角色；配角連環霹靂(Landcross)則是六人合體的角色。本作的在劇情面、角色設定面以及小孩與機器人的互動等方面基本要素影響了日後勇者系列的發展。

## 劇情概要
五十萬年前，狂派戰士死神盛拉（日文原名：デスザラス，英文名稱：Deathsaurus）企圖利用巨大宇宙要塞征服宇宙，卻被星劍所率領的銀河第一方面軍將要塞的能量放光，使之被封在銀河的黑暗深處。
為了將要塞復活，死神盛拉率領狂派四處搶奪能源。時間來到了現代，戰火延燒到了地球來。星劍為了阻止死神盛拉所率領的狂派軍團奪取地球的能源而展開了戰鬥。
在故事的中期，在前一部作品最後有了自我意識的新生超神迅雷加入了戰局，不過在一次支援星劍的戰鬥中，被死神盛拉的金屬生命破壞砲所擊中而受了重傷，由於超神迅雷已經失去了人超魂的力量，因此傷勢無法復原，導致瀕臨死亡邊緣。為了繼續戰鬥，超神迅雷要求博派的輪傑將他的身體改造，即使失去記憶也沒關係。於是超神迅雷便接受了再生改造，成為了勝利獅(Victory Leo)。勝利獅不但繼承了超神迅雷之前的戰鬥能力，更能與星劍強化合體成為勝利劍(Victory Saber)。

## 角色一覽

### 地球人
尚‧南風(Jean Minakaze)
日法混血兒，男主角。
由於和超神迅雷的關係不錯，對於超神迅雷將轉生為勝利獅這件事並不贊成。

### 博派

#### 智能戰士(Brainmasters)
博派的主力部隊，以小形機體作為操縱者，亦可單獨作戰。
總指揮官星劍（臺灣播放時稱為星宇，Star Saber/スターセイバー）
由劍（Saber，セイバー）與V之星（V Star，Vスター）合體而成，本作的主角，博派的首領，以噴射機做為樣本，在後期可與重生的勝利獅合體。
旋風霹靂(ロードシーザー/Road Caesa)
由Blacker、Laster、Braver三台以賽車做為樣本的機體合體形成。

#### 其他
超神迅雷（God Ginrai，ゴッドジンライ）／勝利獅（Victory Leo，ビクトリーレオ，臺灣播放時稱為克雷）
在前作超神Master Force時為博派首領，以柯博文做為樣本，受狂派攻擊重傷後，傳承自身的意志，改造並重生為勝利獅，重生後除可變形為戰機外，亦可變形為獅子形。
勝利劍（Victory Saber，ビクトリーセイバー，臺灣播放時稱為星雷）
由星劍與勝利獅進行勝利合體而來，最終形態，力量提高數倍。
Multi戰隊（Multiforce）
是由六台載承交通工具的機體所組成的戰隊，可兩隻相互合體為一組，共有三十種合體方式，六隻機體可合體成連環霹靂（Landcross，ランドクロス，臺灣播放時稱為連環霹靂）。

### 狂派

#### 胸甲戰士(Breast Force)
狂派的主力部隊，胸前掛有小型動物機體，可分離攻擊。
死神盛拉（Deathsaurus，デスザラス，臺灣播放時稱為死神盛拉）
狂派首領，為龍形變形金剛，胸前可分離出虎與鷹。
胸甲戰士
以美軍戰鬥武器作為樣本，共有六大機體，可合體成蓋世群魔（Liokaiser，ライオカイザー，臺灣播放時稱為蓋世群魔）。
- Leozack
- Drillhorn
- Killbison
- Jaruga
- Hellbat
- Gaihawk

原本的Deathcobra並未加入蓋世群魔(Liokaiser)合體陣容當中。

#### 其他
恐龍戰隊（Dinoforce）
由六隻不同種類的恐龍所組成，各有一台機體並能六機合體，機體可騎在恐龍上作戰，合體之後稱為怪魔(Dinoking，ダイノキング，玩具版的異名稱為Monstructor，モンストラクター)。

## 各集標題
22、28、39～44話首播時部份地區未放映。
| 話數 | 副標題                                | 劇本             | 演出       | 作畫監督      |
| ---- | ------------------------------------- | ---------------- | ---------- | ------------- |
| 1    | 宇宙の勇者スターセイバー              | 星山博之         | 新田義方   | 八幡正 葛谷均 |
| 2    | 奇襲!ダイノキング                     | 安藤豊弘         | 松浦錠平   | 星越賢次      |
| 3    | 襲撃!レオザック                       | 荒木芳久         | 又野弘道   | 永木龍博      |
| 4    | 合体!!マルチ戦隊                      | 鈴木肇           | 佐々木勝利 | 上村栄司      |
| 5    | 出勤!レスキュー部隊                   | 荒木芳久         | 吉沢孝男   | 林和男        |
| 6    | 潜入…ウラン鉱山                       | 安藤豊弘         | 金山通弘   | 鉄羅紀明      |
| 7    | 爆破!!エネルギー基地                  | 星山博之         | 新田義方   | 八幡正 葛谷均 |
| 8    | 大都会 地下の恐怖                     | 荒木芳久         | 松浦錠平   | 星越賢次      |
| 9    | 激突!二大英雄（総集編）               | 安藤豊弘         | 新田義方   | 大島城次      |
| 10   | 新兵士 ヘルバット                     | 荒木芳久         | 又野弘道   | 永木龍博      |
| 11   | シャトル基地を狙え!!                  | 星山博之         | 佐々木勝利 | 山口聡        |
| 12   | タンカー強奪作戦                      | 安藤豊弘         | 吉沢孝男   | 林和男        |
| 13   | 出撃!!ブレストフォース（総集編）      | 荒木芳久         | 新田義方   | 星越賢次      |
| 14   | ジャンを救出せよ!!                    | 鈴木肇           | 金山通弘   | 大島城次      |
| 15   | マッハとタックル                      | 鈴木肇           | 新田義方   | 八幡正 葛谷均 |
| 16   | 激戦!!アステロイド                    | 安藤豊弘         | 松浦錠平   | 星越賢次      |
| 17   | マイクロ星 謎の戦士                   | 荒木芳久         | 又野弘道   | 永木龍博      |
| 18   | 奪還!ガイホーク                       | 鈴木肇           | 佐々木勝利 | 山口聡        |
| 19   | 合体!ライオカイザー                   | 星山博之         | 吉沢孝男   | 林和男        |
| 20   | 勢揃い!合体戦士（総集編）             | 安藤豊弘         | 金山通弘   | 八幡正 葛谷均 |
| 21   | 復活!?デストロン要塞                  | 荒木芳久         | 又野弘道   | 大島城次      |
| 22   | 怒りのバトルアップ!!                  | 安藤豊弘         | 新田義方   | 八幡正 葛谷均 |
| 23   | 死闘!!南極の攻防戦                    | 鈴木肇           | 松浦錠平   | 星越賢次      |
| 24   | 危機!砂漠の待ち伏せ                   | 荒木芳久         | 又野弘道   | 永木龍博      |
| 25   | 死を賭けた激闘                        | 荒木芳久         | 佐々木勝利 | 上村栄司      |
| 26   | ジンライ死す!!                        | 星山博之         | 吉沢孝男   | 林和男        |
| 27   | 戦え!!ビクトリーレオ                  | 安藤豊弘         | 金山通弘   | 大島城次      |
| 28   | 絶体絶命!!サイバトロン（総集編）      | 鈴木肇           | 新田義方   | 大島城次      |
| 29   | めざめよ!ビクトリーレオ               | 安藤豊弘         | 新田義方   | 八幡正 葛谷均 |
| 30   | 逆転!必殺のビクトリー合体             | 荒木芳久         | 松浦錠平   | 星越賢次      |
| 31   | ジャン 学校を守れ                     | 鈴木肇           | 又野弘道   | 大島城次      |
| 32   | 謎?!基地爆破の罠                      | 荒木芳久         | 佐々木勝利 | 上村栄司      |
| 33   | 死を呼ぶ宇宙昆虫!!                    | 安藤豊弘         | 吉沢孝男   | 林和男        |
| 34   | 最強!ビクトリーセイバー（総集編）     | 鈴木肇           | 金山通弘   | 星越賢次      |
| 35   | 巨大津波の恐怖                        | 荒木芳久         | 新田義方   | 大島城次      |
| 36   | 巨大要塞怒りの復活!                   | 安藤豊弘         | 松浦錠平   | 星越賢次      |
| 37   | 激突!要塞VSビクトリー合体             | 星山博之         | 又野弘道   | 大島城次      |
| 38   | サイバトロンは永遠に（総集編）        | 荒木芳久         | 新田義方   | 大島城次      |
| 39   | 輝け!勝利の星（総集編）               | 金田益美（構成） | 金田益美   |               |
| 40   | 破壊大帝に勝て!（総集編）             | 金田益美（構成） | 金田益美   |               |
| 41   | SOS!地球防衛指令（総集編）            | 金田益美（構成） | 金田益美   |               |
| 42   | マイクロトランスフォーマー!（総集編） | 金田益美（構成） | 金田益美   |               |
| 43   | 友情のビクトリーアタック!（総集編）   | 金田益美（構成） | 金田益美   |               |
| 44   | 銀河にひびけ!愛の鐘!!（総集編）       | 金田益美（構成） | 金田益美   |               |

## 漫畫版
漫畫版在背景設定方面與故事發展跟動畫版的出入非常的大。比較明顯的例子有：
1. 死神盛拉的要塞並非單純的軍事堡壘，同時也是許多狂派平民的家園。
2. 勝利獅與超神迅雷是不同的人物。
3. 星劍與死神盛拉是兒時玩伴，只是在軍事上的不一致而有衝突。[1]
4. 主角南風尚恩的造型較動畫版成熟，並有一名姊姊南風派蒂。
5. 漫畫版比較注重死神盛拉的另一面─與人類小孩間的互動─這是動畫版所未提及的地方。
6. 「超神 Master Force」的主角秀太與Cab也是主要配角。

基本上漫畫版變形金剛Ｖ與動畫版是互為平行世界的關係。

## 備註
- 本作雖然是日本Generation 1的作品之一，但是劇中對於本部作品與超神 Master Force之前作品間的關係並沒有太多的描述。

- 90年代臺灣台視曾將Generation 1，以及變形金剛VICTORY，變形金剛MASTERFORCE以金鋼大決戰之名播出

## 註記
1. ↑  後來的Car Robot中的兩派長官：博派的火焰柯博文與狂派的格威龍之間的關係跟漫畫版的星劍與死神盛拉的關係很類似。
2. ↑  Official Transformers Collectors' Club Newsletter